# Live My Life (пісня)
«Live My Life» (укр. Живу своїм життям) — пісня американського гурту Far East Movement з їхнього четвертого студійного альбому Dirty Bass. Пісня вийшла 25 лютого 2012 року як провідний сингл альбому. У записі вокалу пісні взяв участь канадський попспівака Джастін Бібер. Продюсерами пісні стали RedOne та De Paris.
В офіційному реміксі пісні, що має назву «Live My Life (Party Rock Remix)», звучить вокал Redfoo з LMFAO. Трек вийшов 6 березня 2012 року у цифровому форматі. Крім того, він був включений як останній трек стандартного видання альбому Dirty Bass.

## Музичне відео
Музичне відео на пісню «Live My Life», вперше опубліковано на YouTube 5 квітня 2012 року через канал Vevo Far East Movement загальною тривалістю 4 хвилини 43 секунди. Джастін Бібер не з'явився у відео, на відміну від Redfoo та команди Party Rock. На відео, що було зняте у Нідерландах, вони виступають та танцюють вулицями Амстердама в автобусі Party Rock. Вони також виконують синхронізовану танцювальну партію у стилі флешмобу. Far East Movement в цей час співає. Голландська співачка Єва Сімонс також знялася у відео, зайшовши у автобус для вечірки посередині відео, а також голландські ді-джеї Сідні Самсон, Sick Individuals та Quintino. Музичне відео зібрало понад 65 млн переглядів.
Було також зроблено альтернативну версію відеомонтажу кліпу для Party Rock Remix загальною тривалістю 4 хвилини 38 секунд. У ньому представлені ті самі сцени з оригіналу, а також сцени де Redfoo виконує свої рядки. Ця версія зібрала понад 31 млн переглядів.
Сценарії відео були написані Redfoo та Келлі Ковелл, а режисером став Міккі Фіннеган (який раніше знімав кліпи на пісні LMFAO, зокрема, такі як «Party Rock Anthem» та «Sexy and I Know It», серед інших), а продюсерами виступили Сіско Ньюмен і Алекса Дедлов.
Відео містить посилання на персонажа Джона Кьюзака з фільму Скажи хоч щось; воно починається з того, що Кев Ніш тримає над головою бумбокс, стоячи перед вікном квартири дівчини, і закінчується тим, що він забирає її із собою.

## Треклист
| Цифрове завантаження | Цифрове завантаження                       | Цифрове завантаження |
| #                    | Назва                                      | Тривалість           |
| -------------------- | ------------------------------------------ | -------------------- |
| 1.                   | «Live My Life» (за участі Джастіна Бібера) | 3:59                 |

| Цифрове завантаження – ремікс | Цифрове завантаження – ремікс                                           | Цифрове завантаження – ремікс |
| #                             | Назва                                                                   | Тривалість                    |
| ----------------------------- | ----------------------------------------------------------------------- | ----------------------------- |
| 1.                            | «Live My Life» (Party Rock Remix) (за участі Джастіна Бібера та Redfoo) | 4:16                          |

| Цифрове завантаження – мініальбом | Цифрове завантаження – мініальбом                                       | Цифрове завантаження – мініальбом |
| #                                 | Назва                                                                   | Тривалість                        |
| --------------------------------- | ----------------------------------------------------------------------- | --------------------------------- |
| 1.                                | «Live My Life» (за участі Джастіна Бібера)                              | 3:59                              |
| 2.                                | «Live My Life» (Party Rock Remix) (за участі Джастіна Бібера та Redfoo) | 4:15                              |
| 3.                                | «Live My Life» (Wideboys Full Club Remix) (за участі Джастіна Бібера)   | 5:46                              |
| 4.                                | «Jello» (за участі Rye Rye)                                             | 2:52                              |

| CD-сингл | CD-сингл                                                                | CD-сингл   |
| #        | Назва                                                                   | Тривалість |
| -------- | ----------------------------------------------------------------------- | ---------- |
| 1.       | «Live My Life» (за участі Джастіна Бібера)                              | 3:59       |
| 2.       | «Live My Life» (Party Rock Remix) (за участі Джастіна Бібера та Redfoo) | 4:14       |

## Автори
- Вокал — Far East Movement та Джастін Бібер
- Автори — Білал «The Chef» Гаджжі, Кевін Майкл Нішімура, Джеймс Гван Ро, Дже Вон Чонг, Вірман Пау Кокія, Натан Лоуренс Вокер, Джастін Бібер
- Музиканти — Надір «RedOne» Гаят, Джонатан Маман, Жан Клод Сіндресс, Йоханне Саймон (De Paris)
- Продюсер, оркестровка, программінг — RedOne та Йоханне Саймон (De Paris)
- Запис — Тревор Муззі, Джеремі «Дж» Стівенсон, Джайме «Джиммі Кеш» Лепе та Кайл Кашівагі
- Вокальний продюсер (вокал Джастіна Бібера) — Кук Гаррелл
- Запис та монтаж вокалу (вокал Джастіна Бібера) — Джош Гудвін, Кріс «TEK» О'Раян
- Реміксер, додатковий вокал (Party Rock Remix) — Стефан Кендал «Redfoo» Горді
- Додаткові клавішні (Party Rock Remix) — Мартін «Cherry Cherry Boom Boom» Кірзенбаум
- Зведення[en] — Роберт Ортон
- Мастеринг — Джин Гримальді
- Лейбл: Cherrytree Records / Interscope Records

## Чарти та сертифікації
| Чарт (2012)                               | Найвища позиція |
| ----------------------------------------- | --------------- |
| Австралія (ARIA)                          | 14              |
| Австрія (Ö3 Austria Top 75)               | 20              |
| Бельгія (Ultratip Flanders)               | 39              |
| Бельгія (Ultratip Wallonia)               | 1               |
| Канада (Canadian Hot 100)                 | 4               |
| Чехія (IFPI)                              | 14              |
| Данія (Tracklisten)                       | 17              |
| Фінляндія (Suomen virallinen lista)       | 15              |
| Франція (SNEP)                            | 37              |
| Німеччина (Official German Charts)        | 8               |
| Ірландія (IRMA)                           | 6               |
| Японія (Japan Hot 100)                    | 12              |
| Люксембург (Digital Songs) (Billboard)    | 2               |
| Нідерланди (Mega Single Top 100)          | 45              |
| Нова Зеландія (RIANZ)                     | 15              |
| Норвегія (VG-lista)                       | 3               |
| Шотландія (Official Charts Company)       | 7               |
| Словаччина (IFPI)                         | 3               |
| South Korea International Chart (Gaon)    | 1               |
| Швеція (Sverigetopplistan)                | 13              |
| Швейцарія (Media Control AG)              | 6               |
| Велика Британія (Official Charts Company) | 7               |
| США (Billboard Hot 100)                   | 21              |

| Чарт (2012)                               | Позиція |
| ----------------------------------------- | ------- |
| Австралія (ARIA)                          | 100     |
| Канада (Canadian Hot 100)                 | 85      |
| Франція (SNEP)                            | 149     |
| Німеччина (Media Control AG)              | 96      |
| Швеція (Sverigetopplistan)                | 57      |
| Велика Британія (Official Charts Company) | 190     |

| Регіон                                                                                          | Сертифікація | Продажі |
| ----------------------------------------------------------------------------------------------- | ------------ | ------- |
| Австралія (ARIA)                                                                                | Платиновий   | 70 000^ |
| Нова Зеландія (RIANZ)                                                                           | Золотий      | 7500*   |
| *продажі, що базуються лише на сертифікаціях ^відвантаження, що базуються лише на сертифікаціях |              |         |

## Історія випуску
| Регіон                      | Дата           | Формат                                         | Лейбл                                      |
| --------------------------- | -------------- | ---------------------------------------------- | ------------------------------------------ |
| США                         | 28 лютого 2012 | Цифрове завантаження                           | Cherrytree Records [en] Interscope Records |
| США                         | 6 березня 2012 | Цифрове завантаження — ремікс                  | Cherrytree Records [en] Interscope Records |
| США                         | 3 квітня 2012  | Ротація на радіо формату Rhythmic contemporary | Cherrytree Records [en] Interscope Records |
| Німеччина Австрія Швейцарія | 6 квітня 2012  | CD-сингл                                       | Cherrytree Records [en] Interscope Records |
| Велика Британія             | 6 травня 2012  | Цифрове завантаження — мініальбом              | Cherrytree Records [en] Interscope Records |